# Trihalomethanen
Trihalomethanen (THM) zijn halomethaanverbindingen met drie halogeenatomen. Ze worden gevormd als bijproduct bij de chloor- of broomtoepassing om water te ontsmetten voor drinkwater (algemeen bekend als de bijproducten bij desinfecteren). De bekendste vertegenwoordiger van de THM's is chloroform.

## Oorzaak
Zij zijn het gevolg van de reactie van chloor en/of broom met organische stof die in het water worden behandeld. De zo geproduceerde THM's kunnen in hoge concentraties negatieve gevolgen hebben voor de gezondheid. Veel regeringen stellen grenzen aan de toegestane hoeveelheid in drinkwater. 

## Grenzen
In de Verenigde Staten beperkt de overheid de totale concentratie van chloroform, bromoform, broomdichloormethaan en dibroomchloormethaan tot 80 ppb in behandeld water. Dit heet dan "totale trihalomethanen" (TTHM). 

## Consumptie en sportzwemmen
Chloroform wordt ook gevormd in zwembaden die worden ontsmet met chloor of hypochloriet in de haloforme reactie met organische stoffen (urine, zweet en huid-deeltjes). De reactie op fosgeen onder invloed van uv is ook mogelijk. Sommige van de THM's zijn nogal wisselvallig en kunnen gemakkelijk verdampen in de lucht. Dit maakt het mogelijk om ze tijdens het douchen in te ademen, bijvoorbeeld. De betrokken overheidsdiensten hebben echter vastgesteld dat deze blootstelling minimaal is vergeleken met die van de consumptie. Bij zwemmers is de opname van THM's het grootst via de huid. De absorptie door de huid is goed voor 80% van THM - opname. Oefenen in een gechloreerd zwembad verhoogt de toxiciteit van een "veilige" gechloreerde zwembad-atmosfeer met de toxische effecten van chloor-bijproducten aanzienlijk meer bij jonge dan bij oudere zwemmers.